# Mangarevarohrsänger
Der Mangarevarohrsänger (Acrocephalus astrolabii), früher als Yaprohrsänger oder Astrolabe-Rohrsänger  bezeichnet, ist eine ausgestorbene Sperlingsvogelart aus der Familie der Rohrsängerartigen (Acrocephalidae). Er galt ursprünglich als Unterart des Guamrohrsängers (Acrocephalus luscinius), wurde jedoch 2011 als eigenständige Art anerkannt. Das Artepitheton bezieht sich auf die Expedition des Forschungsschiffs Astrolabe, währenddessen der Mangarevarohrsänger zwischen 1838 und 1839 entdeckt wurde. Der Mangarevarohrsänger ist nur von zwei Exemplaren bekannt, deren Herkunft jedoch unbekannt ist. Vermutungen beziehen sich entweder auf Yap in den Carolinen oder auf Mangareva in den Gambierinseln.

## Merkmale
Die Körperlänge betrug etwa 17 bis 18 cm. Beim Holotypus misst die Flügellänge 100 mm, die Schwanzlänge 83 mm, die Schnabelfirstlänge 29,5 mm und die Lauflänge 33 mm. Beim Paratypus beträgt die Flügellänge 99 mm, die Schwanzlänge 86,5 mm, die Schnabelfirstlänge 29,5 mm und die Lauflänge 31,5 mm. Die Oberseite ist allgemein stumpf gräulich-oliv. Die Augenbrauen und die Unterseite sind hellgelblich. Durch das Auge verläuft ein dunkler Streif. Der Oberschnabel ist dunkelbraun, der Unterschnabel ockerbräunlich. Die Iris ist dunkelbraun. Die Beine und Füße sind grau. Der Mangarevarohrsänger ähnelte dem Sprosserrohrsänger. Er war jedoch größer und hatte einen verhältnismäßig kürzeren Schnabel. Weitere Unterscheidungsmerkmale waren die außergewöhnlich kräftigen Füße, Läufe und Klauen sowie die nahezu einfarbige Oberseite, bei der die hellen Federsäume fehlen.

## Lebensraum und Lebensweise
Lebensraum, Lautäußerungen und Lebensweise wurden nie studiert.

## Herkunft
Die genaue Herkunft der beiden Exemplare ist bis heute nicht hinreichend geklärt. Sie wurden zwischen 1838 und 1839 auf der zweiten Astrolabe-Expedition unter Jules Dumont d’Urville gesammelt und 1978 von David T. Holyoak und Jean-Claude Thibault als Unterart des Sprosserrohrsängers beschrieben. Der Holotypus soll von der Insel Mangareva in den Gambierinseln und der Paratypus von Nouheva (heute Nuku Hiva) in den Marquesas stammen. Beides wurde jedoch von Holyoak und Thibault angezweifelt. Sie argumentieren, dass die Größe der Vögel eher gegen eine Herkunft von Mangareva spricht und vermuten, dass die Exemplare aus Mikronesien stammen könnten. Zum anderen halten sie es für unwahrscheinlich, dass beide Exemplare von so weit entfernten Inseln wie Mangareva und Nuku Hiva stammen. Dumont d’Urville besuchte die Inseln Losap, Truk, Guam, Yap und Peleliu in Mikronesien. Holyoak und Thibault bemerkten im Jahr 1978: 

„Die hohe vulkanische Insel Yap, von der kein Rohrsänger bekannt ist, könnte die Herkunft der Astrolabe-Bälge sein. Die erste echte ornithologische Expedition fand viele Jahre später statt, als Hartlaub und Finsch (1872) einige endemische Landvögel beschrieben. Ein Rohrsänger könnte bereits davor ausgestorben sein.“

Vermutungen über eine Herkunft von Mangareva wurden erneut im Jahr 2011 genährt, nachdem Alice Cibois und ihre Kollegen eine DNA-Studie über die pazifischen Rohrsänger vorstellten. Cibois et al. argumentieren, dass der Mangarevarohrsänger nur entfernt mit dem Sprosserrohrsänger verwandt ist, dafür aber eng mit dem Nordmarquesas-Rohrsänger (Acrocephalus percernis). Ferner bemerkten sie, dass eine Anzahl von Reisebeschreibungen existieren, in denen von verlorengegangen Rohrsängerbälgen von den Gambierinseln berichtet wird. 1934 soll der einheimische Name komako, der für die Rohrsänger der Marquesas verwendet wird, noch auf den Gambierinseln im Gebrauch für eine ausgestorbene Vogelart gewesen sein.

## Status
Der Mangarevarohrsänger wurde 2016 von der IUCN in die Liste der ausgestorbenen Vogelarten aufgenommen. Die genaue Aussterbeursache und der Aussterbezeitpunkt sind nicht bekannt. Vermutlich haben die Entwaldung und die Nachstellung durch eingeführte Beutegreifer eine Rolle bei seinem Verschwinden gespielt.